# Вальджіурата
Вальджіурата, Вальджурата (італ. Valgiurata), також відоме як Ле Тане — село (італ. curazia), що знаходиться в Сан-Марино. Адміністративно відноситься до муніципалітету (castelle) Серравалле.
Згідно з легендою, назва села та усієї долини, у якій воно розташоване, походить від імені дочки місцевого поміщика. Дівчина була закохана в содата, проте батько був незгодним із її коханням і наказав замкнути дочку у вежі. Перш ніж померти, вчинивши суїцид, дівчина дала клятву знайти свого коханого. Легенда говорить, що і нині в долині можна почути голос дівчини.
Село розташоване в південному передмісті Серравалле та зв'язане дорогою з Торрачією, Фіоріною та Доманьяно.